# Blutsonntag (Nordirland 1972)

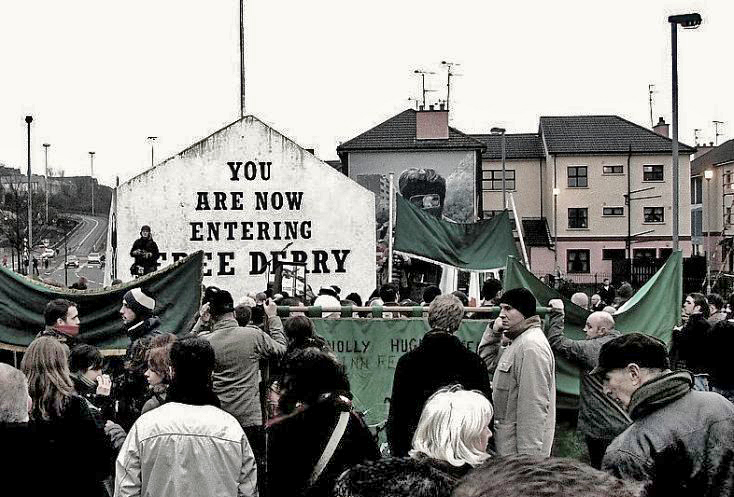
35. Gedenkmarsch zum Bloody Sunday (Derry, 2007)

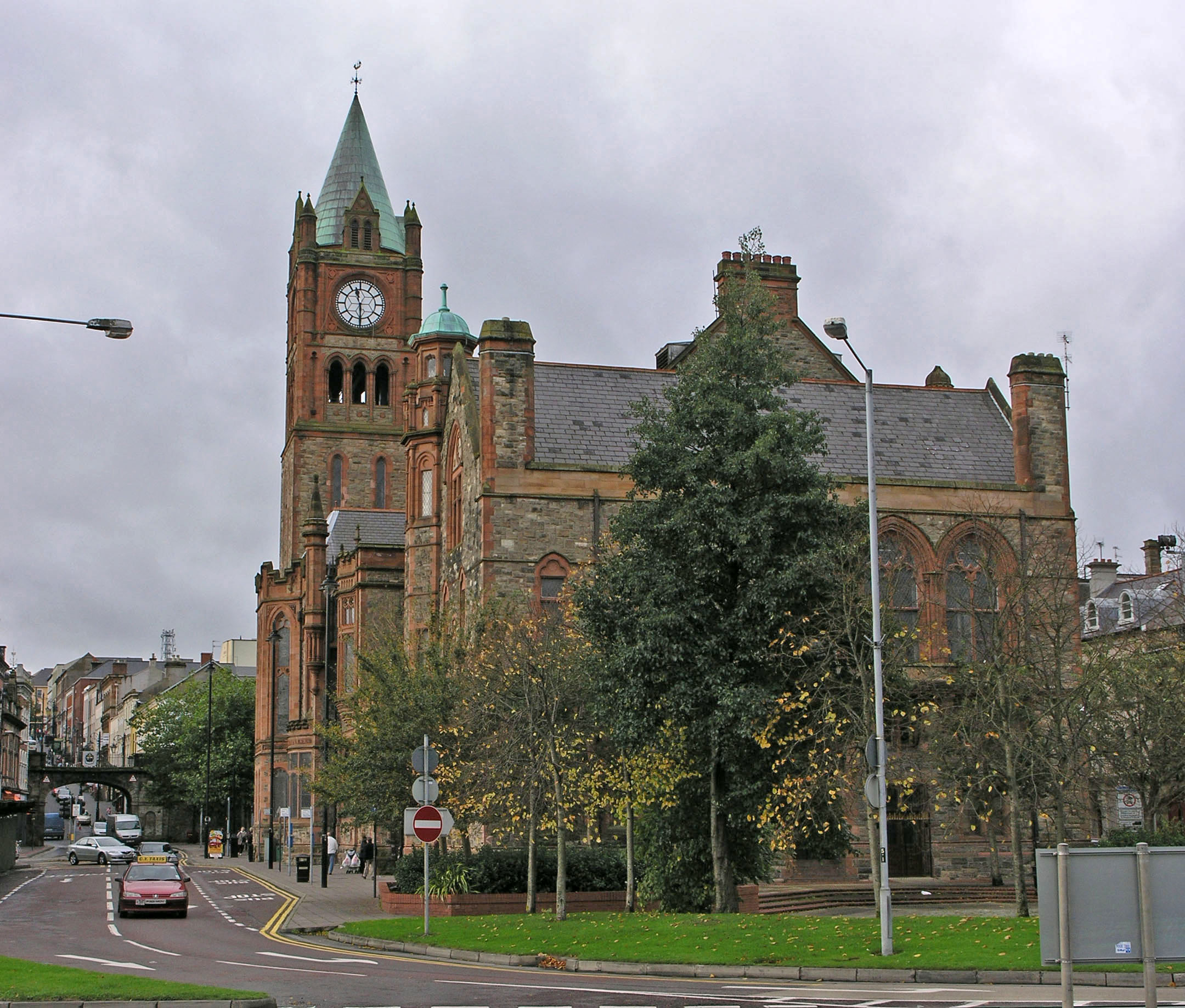
The Guildhall, Ort der zweiten Untersuchung durch Lord Saville (1998–2010)

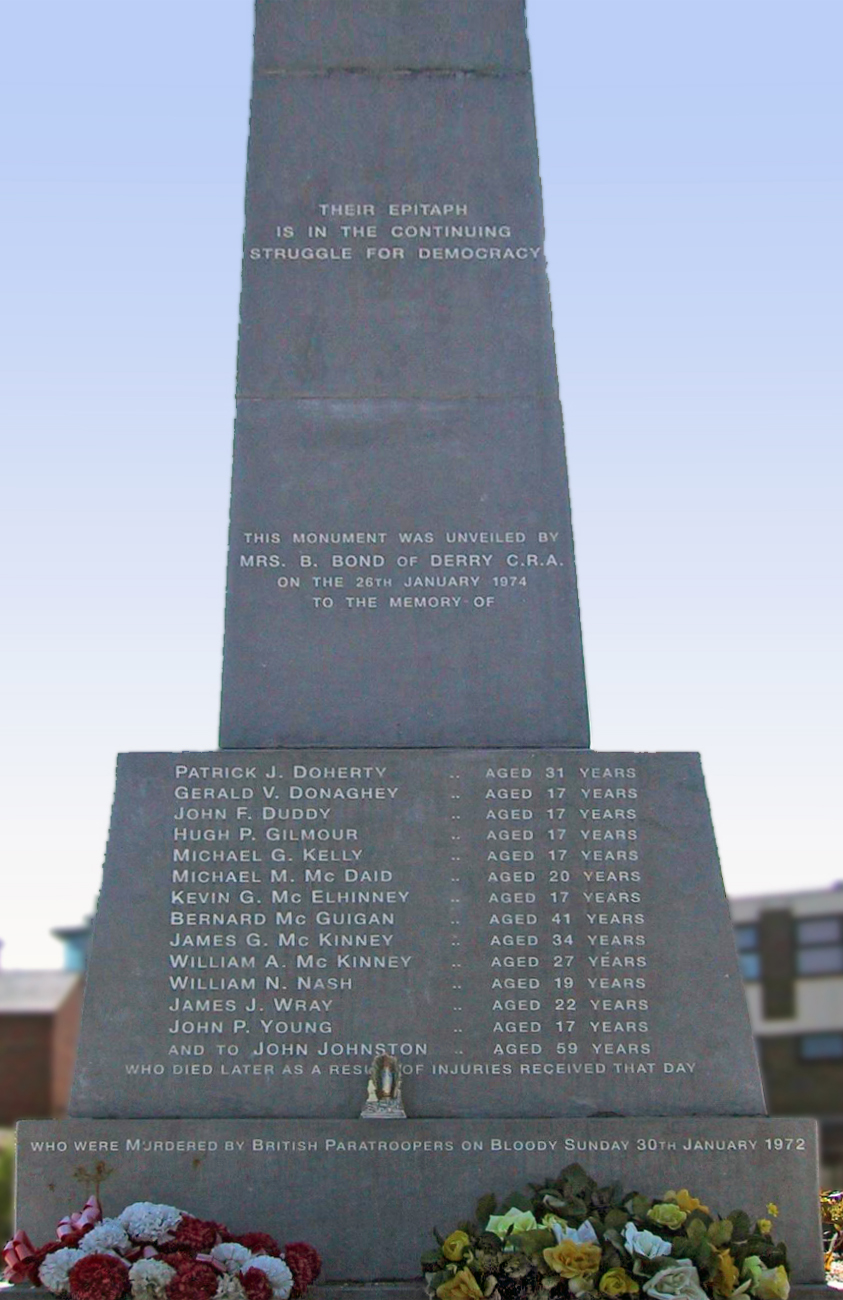
Denkmal für die Opfer in Derry

Als Blutsonntag oder auch Blutiger Sonntag (englisch Bloody Sunday, irisch Domhnach na Fola) wird ein Massaker an unbewaffneten Zivilisten am 30. Januar 1972 in Nordirland bezeichnet. An diesem Sonntag schossen Fallschirmjäger der britischen Spezialeinheit Parachute Regiment in der nordirischen Stadt Derry bei einer ungenehmigten Demonstration für Bürgerrechte und gegen die britische Internierung von Katholiken auf mindestens 26 Demonstranten. 13 Demonstranten wurden erschossen, weitere 13 schwer verletzt. Das Ereignis führte zur Eskalation des Nordirlandkonflikts.
Am 15. Juni 2010 bat Premierminister David Cameron im Namen der britischen Regierung um Verzeihung für die Taten der britischen Soldaten.

## Hergang
Gegen 14:45 Uhr begann die Demonstration mit 10.000 bis 15.000 Teilnehmern im Katholikenviertel Bogside. Nahe dem Stadtzentrum wurde die Demonstration durch eine Straßenabsperrung der britischen Armee gestoppt. Unklar ist bis heute, welche militärische Rolle den rund 30 Fallschirmjägern des 1. Bat. Parachute Regiment, die für eine polizeiliche Absicherung einer Demonstration nicht ausgebildet waren, dabei zugedacht war. Während die meisten Demonstranten angesichts des Hindernisses auf eine Alternativroute durch die Rossville Street auswichen, begannen etwa 100 zumeist jugendliche Demonstranten, die Straßensperre mit Steinen zu bewerfen. Die Armee setzte daraufhin Reizgas, Wasserwerfer und Gummigeschosse ein und drängte die Steinewerfer zurück.
Mehrere Demonstranten warfen weiterhin Steine, standen nun aber zu weit entfernt, um die Barrikade noch zu erreichen. Auf diese Demonstranten eröffneten die Fallschirmjäger mit Sturmgewehren das Feuer und erschossen sechs von ihnen, ein weiterer wurde verwundet. Die meisten weiteren Demonstranten wurden dagegen auf der Flucht vor den Soldaten getroffen oder während sie den Verletzten erste Hilfe leisteten. Mindestens fünf der Todesopfer wiesen Schussverletzungen im Rückenbereich auf, keines der Opfer trug dagegen Waffen, weder Schusswaffen noch Bomben.
Die britische Armee behauptete später, dass aus den Reihen der Demonstranten auf die Soldaten geschossen worden sei, weshalb sie das Feuer erwidert hätten. Allerdings stand dies in deutlichem Widerspruch zu den Zeugenaussagen der Teilnehmer des Protestzuges sowie zu der Tatsache, dass kein britischer Soldat verletzt, etliche Demonstranten aber von hinten getroffen wurden. Unumstritten ist, dass nach dem Befehl zur Feuereinstellung noch etwa 100 Schüsse von insgesamt 108 Schüssen abgegeben wurden.

## Untersuchungen und Ermittlungen

### Widgery-Tribunal
Eine erste Untersuchung des Vorfalls durch Lord Widgery drei Monate später entlastete die britische Armee und die beteiligten Soldaten, indem es alle Mordopfer zu Tätern erklärte. Da allerdings von Anfang an starke Zweifel an der Neutralität und Integrität des Widgery-Tribunals bestanden, wurde dieses Ergebnis von den meisten irischen und internationalen Beobachtern abgelehnt. Der Name Widgery sowie der Ort Coleraine, an dem die Untersuchung stattfand, sind daher in Nordirland zu Synonymen für Behauptungen der britischen Armee geworden, die mit den Beobachtungen der Zeugen nicht übereinstimmen. Das Tribunal unterstellte dem damaligen IRA-Mitglied und späteren Politiker der Sinn Féin-Partei Martin McGuinness, er habe am Blutsonntag den ersten Schuss abgegeben. Er selbst hat dies stets bestritten.

### Saville-Report
Zum 26. Jahrestag des Blutsonntags, im Januar 1998, kündigte Premierminister Tony Blair angesichts der andauernden Proteste von Angehörigen gegen das Untersuchungsergebnis des Widgery Tribunals eine gründliche Revision unter Lord Saville an. Weitere zwölf Jahre später wurde dieser Untersuchungsbericht, der sogenannte Saville-Report, schließlich am 15. Juni 2010 veröffentlicht. Er kam zu dem Ergebnis, dass die britischen Soldaten das Feuer auf unbewaffnete Demonstranten eröffnet haben, ohne zuvor beschossen worden zu sein. Anlässlich der Vorstellung des 5000 Seiten umfassenden Berichtes bat Premierminister David Cameron im Namen der britischen Regierung um Verzeihung für die tödlichen Schüsse. Cameron bedauerte die Gewaltanwendung der britischen Armee zutiefst und bezeichnete das Handeln der Soldaten als ungerechtfertigt und unverzeihlich.

### Entschädigungen
Am 22. September 2011 beschloss die britische Regierung, die Hinterbliebenen der Todesopfer des Blutsonntags zu entschädigen. Wer diese Entschädigungen erhalten sollte – und in welcher Höhe – war zunächst unklar. Einige Familien der Opfer hatten angekündigt, keine Entschädigungen zu beantragen, solange die verantwortlichen Soldaten nicht wegen ihrer Taten angeklagt würden. Zwei Schwestern eines getöteten Demonstrationsteilnehmers lehnten die Entschädigung sofort ab.

### Gerichtsverfahren eingestellt
Im Jahr 2012 wurden Mordermittlungen eingeleitet, und im November 2015 wurde – 43 Jahre nach der Tat – ein inzwischen 66-jähriger ehemaliger britischer Soldat unter dringendem Tatverdacht festgenommen und in Belfast verhört. Es war die erste Festnahme seit 1972. Weitere vier Jahre später, am 14. März 2019, wurde bekannt, dass die nordirische Generalstaatsanwaltschaft gegen einen Soldaten, der in den Ermittlungsakten als Soldier F (Dave Cleary) anonymisiert wurde, Anklage wegen Mordes an James Wray und William McKinney sowie versuchten Mordes in vier weiteren Fällen erheben werde. Im Juli 2021 wurde das Verfahren schließlich eingestellt, da die Zeugenaussagen von 1972 nach einem halben Jahrhundert nicht mehr als Beweise für ein Strafverfahren genügten.
Für 16 weitere Soldaten gäbe es dagegen nicht genügend Beweise für eine Anklage.

### Wiederaufnahme des Gerichtsverfahrens gegen "Soldier F"
Im März 2022 hob der High Court die Entscheidung auf, keine Anklage gegen „Soldier F“ zu erheben, nachdem die 
Familie von William McKinney Berufung eingelegt hatte, und wies die Staatsanwaltschaft an, den Fall erneut zu 
prüfen. Die Staatsanwaltschaft legte daraufhin beim Obersten Gerichtshof des Vereinigten Königreichs Berufung gegen die Entscheidung des Gerichts ein,
aber die Zulassung der Berufung wurde im September abgelehnt, und die Staatsanwaltschaft sah sich gezwungen, die Anklage fortzuführen. Im Oktober 2022 wurde bekannt gegeben, dass die Anhörung gegen „Soldier F“ am 16. Januar 2023 wieder aufgenommen werden würde. Am 24. Januar 2023 wurde das Verfahren gegen „Soldier F“ am Derry Magistrate's Court wieder aufgenommen.
Am 25. August 2023 entschied Richter Ted Magill, dass fünf Aussagen, die gegenüber dem Widgery Report gemacht wurden und „Soldier F“ belasten, als Beweismittel im Prozess verwendet werden können.
Im Dezember 2023 wurde eine Beweisanhörung abgehalten, um zu entscheiden, ob der Prozess fortgesetzt werden sollte oder nicht. Richter Magill entschied, dass „Soldier F“ vor dem Belfast Crown Court angeklagt werden sollte. Der Soldat erschien am 14. Juni 2024 zum ersten Mal vor Gericht.

## Folgen
Nach Bekanntwerden der Morde stürmte eine wütende Menge die britische Botschaft in Dublin und steckte sie in Brand.
Infolge des Blutsonntags verschärfte sich der Nordirlandkonflikt deutlich, 1972 wurde zum blutigsten Jahr des Nordirlandkonflikts. Die IRA verübte mehrere Anschläge als Racheakte. Beispielsweise zündete sie am 22. Februar 1972 eine Bombe im Hauptquartier der britischen Parachute Brigade in der Garnison Aldershot. Der Anschlag traf jedoch keine Soldaten, sondern tötete sechs Zivilisten und einen katholischen Militärgeistlichen.

## Jahrestage
Zum 35. Jahrestag des Blutsonntags erkannte die Partei Sinn Féin im Jahr 2007 die reformierte nordirische Polizei offiziell an. Zuvor hatten es Katholiken vermieden, die von britischen Unionisten dominierte RUC im Falle von Delikten hinzuzuziehen.
Am 50. Jahrestag des Blutsonntags im Jahr 2022 sprach der irische Regierungschef Micheál Martin sich gegen Pläne der britischen Regierung für eine Verjährung aller Straftaten während der Troubles vor dem Karfreitagsabkommen von 1998 aus, weil das eine Amnestie für alle von britischer Seite verübten Morde, Verbrechen und Gräueltaten bedeutet hätte (“… which in effect is seen by everybody as an amnesty for all Troubles-related murders and crimes and atrocities before 1998”).

## Zitate
„Es fällt auf, dass die britischen Soldaten an jenem Blutsonntag nur Amok gelaufen sind und, ohne wirklich nachzudenken, wild um sich geschossen haben. Sie haben unschuldige Menschen getötet. Dass diese Menschen an einer nicht gestatteten Demonstration teilgenommen haben, rechtfertigt bei weitem nicht das Verhalten der Soldaten. Aus diesem Grund bezeichne ich das Verhalten der Soldaten als nichts anderes als bloßen Mord.“

„Die Regierung stellte bereits 1974 eindeutig klar, dass all diejenigen, die am Blutsonntag 1972 in Nordirland gestorben sind, unschuldige Menschen sind – ungeachtet der Vorwürfe, dass die Opfer Schusswaffen oder Bomben dabei gehabt hätten, als sie erschossen wurden. Ich hoffe, dass alle Angehörigen der Opfer diese Zusicherung annehmen.“

## Die Opfer
Die einzelnen Toten waren:
- Jackie Duddy (17 Jahre alt) wurde auf dem Parkplatz des Rossville-Wohnblocks durch einen Schuss in die Brust getötet. Vier Zeugen sagten später aus, dass er unbewaffnet war und vor den Soldaten wegrannte. Drei von ihnen sahen einen Soldaten, der bewusst auf ihn zielte.
- Patrick Doherty (31 Jahre alt) wurde von hinten erschossen, als er versuchte, sich kriechend auf dem Vorplatz des Rossville-Wohnblocks in Sicherheit zu bringen. Sekunden bevor er starb, wurde er von dem französischen Fotografen Gilles Peress fotografiert. Die Fotografien zeigen, dass er unbewaffnet war.
- Bernard McGuigan (41 Jahre alt) wurde von hinten in den Kopf geschossen, als er versuchte, Patrick Doherty zu helfen. Auch er ist auf Peress’ Bildern zu sehen. Er winkte mit einem weißen Taschentuch, um den Soldaten zu zeigen, dass er friedliche Absichten hatte.
- Hugh Gilmour (17 Jahre alt) wurde in die Brust geschossen, während er auf der Rossville Street von den Soldaten weglief. Er wurde Sekunden, nachdem er getroffen wurde, fotografiert. Zeugen sagten aus, dass er unbewaffnet war.
- Kevin McElhinney (17 Jahre alt) wurde von hinten erschossen, während er versuchte, sich im Vordereingang des Rossville-Wohnblocks in Sicherheit zu bringen. Zwei Zeugen sagten aus, dass er unbewaffnet war.
- Michael Kelly (17 Jahre alt) stand nahe der Trümmer-Barrikade vor dem Rossville-Wohnblock, als man ihm in den Bauch schoss. Er war unbewaffnet, stand aber möglicherweise neben jemandem, der eine Waffe benutzte.[18]
- John Young (17 Jahre alt) wurde in den Kopf geschossen, als er nahe der Trümmer-Barrikade vor dem Rossville-Wohnblock stand. Zwei Zeugen sagten aus, dass er unbewaffnet war.
- William Nash (19 Jahre alt) stand in der Nähe der Barrikade, als man ihm in die Brust schoss. Zeugen sagten aus, dass er unbewaffnet war und anderen helfen wollte, als er erschossen wurde.
- Michael McDaid (20 Jahre alt) wurde ins Gesicht geschossen, als er sich von den Soldaten wegbewegte. Die Flugbahn der Kugel, welche ihn traf, deutet an, dass er von Soldaten, die auf den Derry Walls positioniert waren, erschossen wurde.
- James Wray (22 Jahre alt) wurde zunächst nur verwundet und anschließend aus kurzer Entfernung erschossen, als er auf dem Boden lag. Augenzeugen sagten aus, dass er nicht mehr in der Lage war, seine Beine zu bewegen, als man auf ihn schoss.
- Gerald McKinney (34 Jahre alt) wurde erschossen, als er flüchtete. Die Kugel durchschlug seinen Körper und tötete auch den vor ihm laufenden Gerald Donaghey.
- Gerald Donaghey (17 Jahre alt) wurde im Bauch getroffen, als er versuchte, sich zwischen Glenfada Park und Abbey Park in Sicherheit zu bringen. Er wurde in ein nahe gelegenes Haus gebracht, wo ihn ein Arzt untersuchte. Seine Taschen wurden nach außen gewendet, als man versuchte, ihn zu identifizieren. Weder der erstuntersuchende Soldat, noch der britische Armee-Arzt, welcher seinen Tod feststellte, hatten etwas Auffälliges bei ihm wahrgenommen. Ein späteres Foto der Polizei von seiner Leiche zeigte Nagelbomben in seinen Taschen. Gerald Donaghey war Mitglied der IRA-nahen Fianna Éireann, einer republikanischen Jugendbewegung.
- William McKinney (27 Jahre alt, nicht mit Gerald McKinney verwandt) wurde in den Rücken geschossen, als er versuchte, Gerald McKinney zu helfen.

John Johnston (59 Jahre alt) wird von manchen Quellen zu den Opfern dieses Tages gezählt. Er wurde bereits 15 Minuten, bevor das Feuer auf die Demonstranten eröffnet wurde, in der William Street angeschossen. Johnston erlag vier Monate später einem Hirntumor.

## Rezeption in der Kunst
Etliche Lieder setzten sich mit diesem Ereignis auseinander, unter anderem Sunday Bloody Sunday der irischen Rockgruppe U2, The Town I Loved So Well von Phil Coulter, The Luck of the Irish und Sunday Bloody Sunday von John Lennon, Give Ireland Back to the Irish von Paul McCartney, Bloody Sunday der irischen Gruppe Cruachan.
In katholischen Vierteln Belfasts und Derrys erinnern bis heute zahlreiche Wandgemälde an das Ereignis und die Opfer. Teilweise werden sie dabei in einen größeren Zusammenhang irischen Widerstandes gegen britische Herrschaft gestellt.
Paul Greengrass (Regie und Drehbuch) verarbeitete die Ereignisse des 30. Januar 1972 in dem halbdokumentarischen Spielfilm Bloody Sunday, der 2002 mit dem Goldenen Bären ausgezeichnet wurde.
Margo Harkin, die bei den Demonstrationen am 30. Januar 1972 in Derry selbst dabei war, hat 2006 die Dokumentation Blutiger Sonntag veröffentlicht, die sich mit dem Tathergang, aber vor allem mit der von Lord Saville geleiteten Untersuchung und dem Umgang mit den damaligen Opfern und Hinterbliebenen beschäftigt.